# Staza Zandvoort
Staza Zandvoort je trkača staza, smještena u mjestu Zandvoort u Nizozemskoj, te je trenutno domaćin Velike nagrade Nizozemske u Formuli 1.

## Konfiguracija staze
Staza je izgrađena 1948. kada se nakon Drugoga svjetskog rata, automobilizam i motociklizam širio Europom. Prva inačica staze bila je duga 4 193 metra. Promjene na drugoj inačici staze, koja je produljena na 4 226 metara, odnosile su se na izbacivanje brze šikane Stalenveld i uvođenje sporije varijante Panoramabocht. Godine 1979. staza je dodatno usporena šikanom iza zavoja Hodenvlak, a 1980. izbačen je zavoj Hodenvlak i zamijenjen šikanom Marlborobocht.
Danas su zavoji broj 3 i 14 (koji su dobili ime po bivšem direktoru staze Johnu Hugenholtzu i nizozemskom vozaču Arieu Luyendyku) nagnuti i to za velikih 18 stupnjeva, dvostruko više od nagnutoga zavoja na Indianapolisu, kako bi se povećala brzina prolaska što dovodi do većih opterećenja guma. Dvije velike zone kočenja, na kojima vozači usporavaju intenzitetom većim od 5g, nalaze se uoči prvoga i 11. zavoja. Sedmi zavoj je još jedan od zavoja u kojem su vozači pod velikim bočnim opterećenjima (većim od 5g) pri više od 260 km/h, nakon čega slijede zavoji 8 i 9 u kojem su bočna ubrzanja također vrlo visoka.
Staza se nalazi blizu pješčanih dina pokraj plaže, pa vjetar ponekad nanosi pijesak na stazu što utječe na prianjanje, što je problem s kojim se bolidi obično susreću na stazi u Bahrainu.

## Promjene staze
| Konfiguracija | Godine        | Dužina   | Zavoji                                                              |
| ------------- | ------------- | -------- | ------------------------------------------------------------------- |
|               | 1948. − 1971. | 4,193 km | Tarzan Gerlach Jan de Vyker Scheivlak Panorama Stalenveld Pulleveld |
|               | 1972. − 1979. | 4,226 km |                                                                     |
|               | 1980. − 1989. | 4,252 km |                                                                     |
|               | 1990. − 1998. | 2,526 km |                                                                     |
|               | 1999. − 2019. | 4,307 km |                                                                     |
|               | 2020. − danas | 4,259 km |                                                                     |

## Vanjske poveznice
Zandvoort - StatsF1